# SVバベルスベルク
SVバーベルスベルク03（ドイツ語: SV Babelsberg 03）は、ドイツ北東部、ブランデンブルク州の州都ポツダムを本拠地とするサッカークラブである。ホームの試合はポツダムのバーベルスベルク地区にあるカール＝リープクネヒト＝シュタディオンで催される。

## 歴史

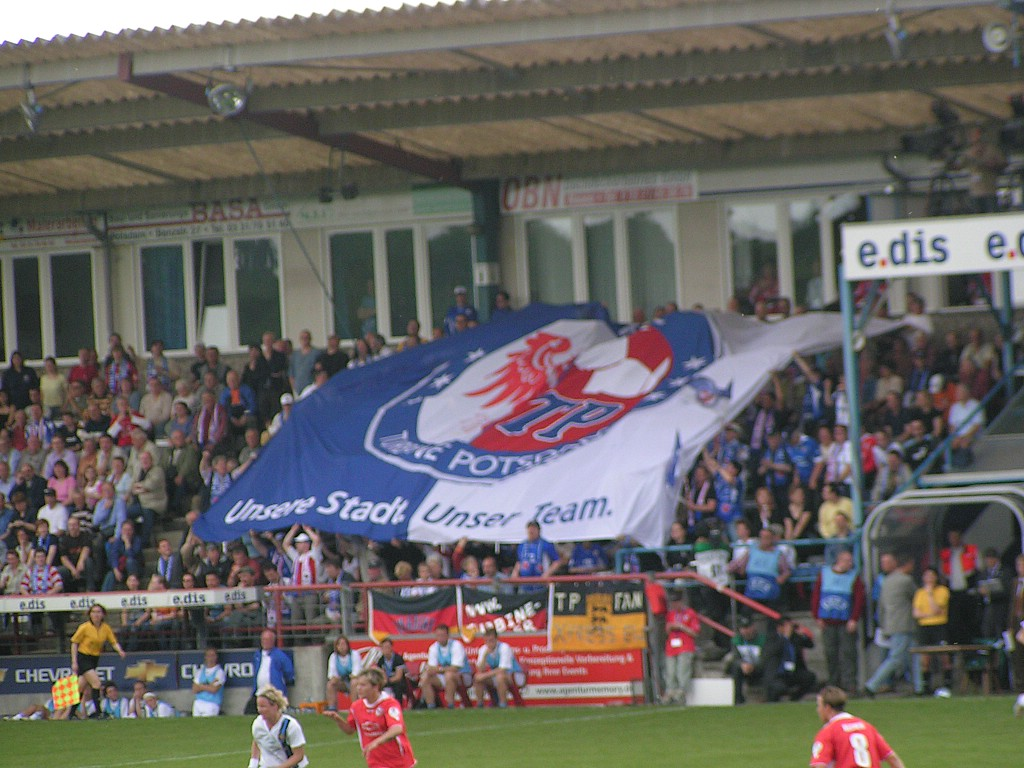
スタジアムの風景。試合を行っているのはポツダムを本拠地とする1.FFCトゥルビネ・ポツダム。

1903年に発足した。東ドイツ時代は主に2部リーグ（DDRリーガ）に所属していた。多くの東ドイツ時代のクラブが頻繁にクラブ名変更を迫られたように、バーベルスベルクもそのクラブ名を「BSG "Märkische Volksstimme" Babelsberg」や「SV Motor Babelsberg」などと変更した。
東西ドイツの再統一後は一時5部リーグまで降格したが、2001年にはブンデスリーガ2部への昇格を果たした。しかし、翌シーズンに1期で降格すると調子を崩し、翌シーズンも低迷してオーバーリーガ（4部）にまで戻ってしまった。2007年に4部優勝を果たし、レギオナルリーガ（3部）へと復帰した。

## タイトル

### 国内タイトル
なし

### 国際タイトル
なし

## 近年のクラブ成績
- 1971-72	(II)	DDR-Liga		10位
- 1972-73	(III)	Bezirksliga 		1位
- 1973-74	(II)	DDR-Liga 		9位
- 1974-75	(II)	DDR-Liga		9位
- 1975-76	(II)	DDR-Liga		9位
- 1976-77	(II)	DDR-Liga		5位
- 1977-78	(II)	DDR-Liga		2位
- 1978-79	(II)	DDR-Liga		7位
- 1979-80	(II)	DDR-Liga		10位
- 1980-81	(III)	Bezirksliga		1位
- 1981-82	(II)	DDR-Liga		2位
- 1982-83	(II)	DDR-Liga		7位
- 1983-84	(II)	DDR-Liga		2位
- 1984-85	(II)	DDR-Liga		3位
- 1985-86	(II)	DDR-Liga		8位
- 1986-87	(II)	DDR-Liga		8位
- 1987-88	(II)	DDR-Liga		11位
- 1988-89	(II)	DDR-Liga		17位

- 1993-94 (IV)	Verbandsliga Brandenburg	2位
- 1994-95 (V)	Verbandsliga Brandenburg	2位
- 1995-96 (V)	Verbandsliga Brandenburg	1位
- 1996-97	(IV)	Oberliga 		1位
- 1997-98	(III)	Regionalliga		14位
- 1998-99	(III)	Regionalliga		15位
- 1999-00	(III)	Regionalliga		5位
- 2000-01	(III)	Regionalliga		2位
- 2001-02	(II)	2.Bundesliga		18位
- 2002-03	(III)	Regionalliga 		16位
- 2003-04	(IV)	Oberliga		2位
- 2004-05	(IV)	Oberliga		3位
- 2005-06	(IV)	Oberliga		3位
- 2006-07	(IV)	Oberliga		1位